# Crinozoa
Crinozoa — це підтип переважно сидячих голкошкірих, єдиними представниками якого є криноїди, або морські лілії.